# An American Tail (soundtrack)
An American Tail (Nederlandse titel: Een avontuur met een staartje) is de originele soundtrack, gecomponeerd en gedirigeerd door James Horner voor de film An American Tail uit 1986 van Don Bluth. Het album werd uitgebracht op 21 november 1986 door MCA Records.
De partituur werd uitgevoerd door het London Symphony Orchestra en het Choir of King's College. De muziek werd opgenomen in de Abbey Road Studios.
Oorspronkelijk werden de eerste liedjes geschreven door Tom Bahler, die had gewerkt als muzieksupervisor en componist. Bahler verliet het project, waarvoor Cynthia Weil en Barry Mann later werden aangetrokken om nieuwe liedjes te componeren, in samenwerking met Horner.
Nadat de eerste liedjes waren geschreven, werd besloten om een speciaal nummer te schrijven voor Linda Ronstadt om te zingen tijdens de aftiteling met James Ingram. Het kreeg de titel "Somewhere Out There" en won later twee Grammy Awards voor Song of the Year en Best Song Written Specifically for a Motion Picture or for Television.

## Tracklijst
Alle liedjes zijn gecomponeerd door James Horner en Barry Mann met teksten geschreven door Cynthia Weil; alle filmmuziektracks zijn gecomponeerd door Horner.

| 1.                 | Main Title                                                                    | 5:07 |
| 2.                 | The Cossack Cats                                                              | 2:15 |
| 3.                 | There Are No Cats In America – Nehemiah Persoff, John Guarnieri & Warren Hays | 3:00 |
| 4.                 | The Storm                                                                     | 3:59 |
| 5.                 | Give Me Your Tired, Your Poor                                                 | 2:44 |
| 6.                 | Never Say Never – Phillip Glasser & Christopher Plummer                       | 2:25 |
| 7.                 | The Market Place                                                              | 3:02 |
| 8.                 | Somewhere Out There – Phillip Glasser & Betsy Cathcart                        | 2:40 |
| 9.                 | Somewhere Out There – Linda Ronstadt & James Ingram                           | 3:59 |
| 10.                | Releasing The Secret Weapon                                                   | 3:38 |
| 11.                | A Duo – Phillip Glasser & Dom DeLuise                                         | 2:38 |
| 12.                | The Great Fire                                                                | 2:54 |
| 13.                | Reunited                                                                      | 4:44 |
| 14.                | Flying Away & End Credits                                                     | 5:59 |
| Totale duur: 49:04 |                                                                               |      |

## Prijzen en nominaties
| Jaar | Prijs                   | Categorie                                                                                       | Genomineerde(n)                                                     | Uitslag     |
| ---- | ----------------------- | ----------------------------------------------------------------------------------------------- | ------------------------------------------------------------------- | ----------- |
| 1987 | Academy Awards (Oscars) | Beste originele nummer                                                                          | James Horner, Barry Mann & Cynthia Weil, voor "Somewhere Out There" | Genomineerd |
| 1987 | Golden Globe Awards     | Best Original Song                                                                              | James Horner, Barry Mann & Cynthia Weil, voor "Somewhere Out There" | Genomineerd |
| 1988 | Grammy Awards           | Song of the Year                                                                                | James Horner, Barry Mann & Cynthia Weil, voor "Somewhere Out There" | Gewonnen    |
| 1988 | Grammy Awards           | Best Pop Performance by a Duo or Group with Vocals                                              | Linda Ronstadt & James Ingram, voor "Somewhere Out There"           | Genomineerd |
| 1988 | Grammy Awards           | Best Album of Original Instrumental Background Score Written for a Motion Picture or Television | James Horner                                                        | Genomineerd |
| 1988 | Grammy Awards           | Best Song Written Specifically for a Motion Picture or for Television                           | James Horner, Barry Mann & Cynthia Weil, voor "Somewhere Out There" | Gewonnen    |